# 화석화순공주
화석화순공주(和碩和順公主, 1648년 ~ 1691년)는 청나라의 황족이다. 순치제의 조카딸이다.